# 16 december
16 december är den 350:e dagen på året i den gregorianska kalendern (351:a under skottår). Det återstår 15 dagar av året.

## Återkommande bemärkelsedagar

### Nationaldagar
- Bahrains nationaldag
- Kazakstans självständighetsdag

### Övrigt
- Bangladesh – Segerdagen
- Nepal – Konstitutionsdagen
- Sydafrika – Day of Reconciliation, försoningsdagen.

## Namnsdagar

### I den svenska almanackan
- Nuvarande – Assar
- Föregående i bokstavsordning
  - Assar – Namnet infördes på dagens datum 1901 och har funnits där sedan dess.
  - Astor – Namnet infördes 1986 på 4 mars, men flyttades 1993 till dagens datum och utgick 2001.
  - Lasarus – Namnet fanns, till minne av Lasaros, som Jesus uppväckte från de döda, på dagens datum före 1901, då det utgick
  - Odd – Namnet infördes på dagens datum 1986, men flyttades 1993 till 14 juli och utgick 2001.
  - Osvald – Namnet fanns före 1901 på 5 augusti, men utgick innan dess. 1986 infördes det på dagens datum, men flyttades 1993 till 3 oktober, där det har funnits sedan dess.
- Föregående i kronologisk ordning
  - Före 1901 – Lasarus
  - 1901–1985 – Assar
  - 1986–1992 – Assar, Odd och Osvald
  - 1993–2000 – Assar och Astor
  - Från 2001 – Assar
- Källor
  - Brylla, Eva (red.). Namnlängdsboken. Gjøvik: Norstedts ordbok, 2000 ISBN 91-7227-204-X
  - af Klintberg, Bengt. Namnen i almanackan. Gjøvik: Norstedts ordbok, 2001 ISBN 91-7227-292-9

### Finlandssvenska almanackan
- Nuvarande från 2000[1] – Ada, Adele
- I föregående revideringar[a][2]
  - 1929–1988 – Adèle
  - 1989–1994 – Adéle
  - 1995–1999 – Adele

## Händelser
- 882 – Sedan Johannes VIII har avlidit tidigare samma dag väljs Marinus I till påve.
- 955 – Sedan Agapetus II har avlidit den 8 november väljs Octavianus till påve och tar namnet Johannes XII.
- 1653 – Oliver Cromwell utropar sig till lordprotektor (statschef; i praktiken diktator) över det engelska samväldet, som omfattar hela brittiska öarna, inklusive England, Skottland och Irland.
- 1689 – Det engelska parlamentet antar ”the Bill of Rights”.
- 1773 – Tebjudningen i Boston; te slängs överbord som protest mot engelska tullar, början på den amerikanska revolutionen.
- 1838 – Boerna besegrar i slaget vid Blood River zulutrupper ledda av Dingane kaSenzangakhona.
- 1850 – De fyra första skeppen anländer till Lyttleton, för att befolka Christchurch, Nya Zeeland.
- 1864 – Unionstrupper ledda av general George Henry Thomas besegrar konfederationens trupper i slaget vid Nashville.
- 1893 – Världspremiär för Antonín Dvořáks 9:e symfoni.
- 1899 – Den italienska fotbollsklubben AC Milan bildas.
- 1915 – Albert Einstein publicerar den allmänna relativitetsteorin.
- 1922 – Polens president Gabriel Narutowicz blir lönnmördad.
- 1944 – Ardenneroffensiven startas av tyska styrkor.
- 1955 – Svensk filmpremiär för Lady och Lufsen.
- 1957 – Första svenska musikradioprogrammet för ungdomar, Spisarparty, börjar sändas.
- 1963 – Kópavogskirkja på Island invigs.
- 1969 – Det brittiska underhuset röstar för att avskaffa dödsstraffet.
- 1970 – Sex döda i gatukravaller i Polen.
- 1971 – Bangladesh förklarar sig självständigt från Pakistan.
- 1974 – Svensk premiär för filmen Chinatown.
- 1976 – Den svenska knarkkungen Karl Pauksch rymmer.
- 1977
  - Svensk premiär för filmen Stjärnornas krig.
  - Finland inför lagen om hushållsarbetstagares arbetsförhållande för husligt anställda, som från den 1 augusti 1978 ersätter den finländska hembiträdeslagen från 7 januari 1949 [3].
- 1989 – En demonstration i Timișoara i västra Rumänien mot diktatorn Nicolae Ceaușescu inleder revolutionen i Rumänien.
- 1990 – Jean-Bertrand Aristide väljs till president av Haiti.
- 1997 – Ett Pokémon-avsnitt Electric Soldier Porygon orsakar epilepsi för hundratals japanska barn.
- 1998 – Amerikanska och brittiska trupper bombar irakiska mål efter att Irak har hindrat FN:s vapeninspektörer.
- 1999 – Jordskred dödar tusentals i Venezuela.
- 2000 – NASA meddelar att det finns ett hav under Jupiters måne Ganymedes istäckta yta.
- 2008 – Ett jordskalv i Skåne med magnituden 4,2 berör stora delar av Sydsverige, Danmark och norra Tyskland.

## Födda
- 1485 – Katarina av Aragonien, drottning av England 1509–1533 (gift med Henrik VIII).
- 1632 – Erik Benzelius den äldre, Sveriges ärkebiskop 1700–1709.
- 1742 – Gebhard Leberecht von Blücher, preussisk fältmarskalk.
- 1770 – Ludwig van Beethoven, tysk kompositör (eller 17 december).
- 1772 – William H. Cabell, amerikansk politiker, guvernör i Virginia 1805–1808.
- 1775
  - Jane Austen, brittisk författare.
  - François Adrien Boïeldieu, fransk tonsättare.
- 1790 – Leopold I av Belgien.
- 1817 – John S. Carlile, amerikansk politiker, senator (Virginia) 1861–1865.
- 1830 – Kálmán Tisza, ungersk statsman.
- 1857 – Edward Barnard, amerikansk astronom.
- 1861 – Oscar Branch Colquitt, amerikansk demokratisk politiker, publicist och affärsman, guvernör i Texas 1911-1915.
- 1863 – George Santayana, spansk filosof och författare.
- 1881 – Daniel F. Steck, amerikansk demokratisk politiker, senator (Iowa) 1926–1931.
- 1888 – Alexander I, kung av Jugoslavien 1921–1934.
- 1892 – Folke Andersson, svensk opera- och konsertsångare.
- 1895 – Martin Luther, tysk nazistisk politiker.
- 1898 – Helmuth Groscurth, tysk officer.
- 1899 – Noël Coward, brittisk pjäsförfattare, skådespelare, regissör, manusförfattare och producent.
- 1901 – Margaret Mead, amerikansk antropolog.
- 1905 – Piet Hein, dansk konstnär, diktare och ingenjör.
- 1910 – Egill Jacobsen, dansk konstnär.
- 1911 – Gudrun Moberg, svensk skådespelare och sångare.
- 1916 – Birgitta Valberg, svensk skådespelare.
- 1917 – Sir Arthur C. Clarke, brittisk science fiction-författare.
- 1928 – Philip K. Dick, amerikansk science fiction-författare.
- 1930 – Bill Young, amerikansk republikansk politiker, kongressledamot 1971–2013.
- 1931 – Lasse Björn, svensk ishockeyspelare.
- 1936 – Katinka Faragó, svensk scripta och filmproducent.
- 1938 – Liv Ullmann, norsk skådespelare.
- 1940 – Norm Dicks, amerikansk demokratisk politiker, kongressledamot 1977–2013.
- 1941 – Lesley Stahl, amerikansk journalist och författare.
- 1944 – Jim Gibbons, amerikansk republikansk politiker, Nevadas 28:e guvernör.
- 1946
  - Benny Andersson, svensk musiker och låtskrivare, Abba.
  - Roland Sandberg, svensk fotbollsspelare.
- 1955 – Xander Berkeley, amerikansk skådespelare.
- 1956 – Ivana Spagna, italiensk skivproducent och sångare.
- 1959 – Malte Forssell, svensk filmproducent och inspelningsledare.
- 1961
  - Bill Hicks, amerikansk ståuppkomiker.
  - Cecilia Rydinger, svensk dirigent.
- 1962 – Michael Petersson, svensk skådespelare.
- 1964 – Heike Drechsler, tysk friidrottare, längdhopp.
- 1967
  - Donovan Bailey, kanadensisk friidrottare, sprinter.
  - Miranda Otto, australiensisk skådespelare.
- 1968 – Peter Orszag, amerikansk ekonom.
- 1969 – Adam Riess, amerikansk astrofysiker, mottagare av Nobelpriset i fysik 2011.
- 1970 – Daniel Cosgrove, amerikansk skådespelare.
- 1974 – Frida Hallgren, svensk skådespelare.
- 1979 – Mihai Traistariu, rumänsk popartist.
- 1984 – Theo James, brittisk skådespelare.
- 1986 – Emma Berginger, svensk miljöpartistisk politiker.
- 1987 – Hallee Hirsh, amerikansk skådespelare.
- 1988 – Anna Popplewell, brittisk skådespelare.
- 1993 – Jyoti Amge, indisk skådespelare och världens kortaste kvinna.
- 1993 – Happy Jankell, svensk skådespelare.
- 1994 – Nicola Murru, italiensk fotbollsspelare
- 1997 – Zara Larsson, svensk sångerska.

## Avlidna
- 714 – Pippin av Herstal, frankisk karolingisk maior domus 687–714
- 882 – Johannes VIII, påve sedan 872
- 1252 – Uffe Thrugotsen, dansk ärkebiskop sedan 1228 (död denna eller föregående dag)
- 1263 – Håkon Håkonsson, kung av Norge sedan 1217 (möjligen död även 15 eller 17 december)
- 1520 – Hemming Gadh, svensk politiker, förhandlare och kyrkoman (avrättad)
- 1589 – Michael Bajus, belgisk teolog
- 1598 – Yi Sun-shin, 53, koreansk sjömilitär
- 1670 – Bartholomeus van der Helst, nederländsk målare
- 1774 – François Quesnay, 80, fransk nationalekonom och läkare
- 1798 – John Henry, amerikansk politiker
- 1847 – Aleksej Venetsianov, 67, rysk målare
- 1859 – Lars Gabriel von Haartman, 70, finländsk friherre och politiker
- 1865 – Philip Allen, 80, amerikansk demokratisk politiker, guvernör i Rhode Island 1851–1853, senator 1853–1859
- 1873 – Nino Bixio, 52, italiensk militär och frihetskämpe
- 1882 – Godlove S. Orth, 65, amerikansk politiker och diplomat, kongressledamot 1863–1871, 1873–1875 och 1879–1882
- 1916 – Grigorij Rasputin, 47, rysk munk (mördad)
- 1919 – Luigi Illica, 62, italiensk librettist
- 1920 – Paris Gibson, 90, amerikansk demokratisk politiker och affärsman, senator (Montana) 1901–1905
- 1921 – Camille Saint-Saëns, 86, fransk kompositör
- 1945 – Fumimaro Konoe, 64, prins och premiärminister i Japan
- 1957 – Heinrich Hoffmann, 72, tysk fotograf
- 1965 – W. Somerset Maugham, 91, brittisk författare
- 1977 – Yngve Larsson, 96, svensk statsvetare och politiker, ledande borgarråd i Stockholm
- 1982 – Colin Chapman, 54, brittisk racerförare och bilkonstruktör, Lotus grundare
- 1985 – Kettil Bruun, 61, finländsk sociolog
- 1989
  - Lee Van Cleef, 64, amerikansk skådespelare
  - Silvana Mangano, 59, italiensk skådespelare
- 1990 – Ture Johannisson, 87, lingvist, ledamot av Svenska Akademien
- 1993
  - Kakuei Tanaka, 75, japansk politiker, premiärminister 1972–1974
  - Charles Moore, 68, amerikansk arkitekt, representant för postmodernismen
- 2000 – Gunnar Lundin, 77, svensk skådespelare, inspicient och produktionsledare
- 2001 – Stuart Adamson, 43, brittisk sångare och gitarrist
- 2003 – Ellika Mann, 79, svensk skådespelare
- 2004 – Agnes Martin, 92, amerikansk konstnär inom minimalismen
- 2005 – John Spencer, 58, amerikansk skådespelare
- 2006
  - Dan Fogelberg, 56, amerikansk sångare, låtskrivare och musiker
  - Serge Vinçon, 58, fransk politiker
- 2009
  - Roy E. Disney, 79, amerikansk företagsledare
  - Jegor Gajdar, 53, rysk politiker, före detta premiärminister
- 2011
  - Bob Brookmeyer, 81, amerikansk jazztrombonist och pianist
  - Dan Frazer, 90, amerikansk skådespelare
  - Nicol Williamson, 75, skotsk skådespelare
- 2014 – Wendy Rene, 67, amerikansk soulsångare och låtskrivare
- 2020 – Anbjørg Pauline Oldervik, 102, norsk lyriker

### Fotnoter
1. ↑  ”Universitetets namnsdagsalmanacka - Universitetets almanacksbyrå”. almanakka.helsinki.fi. Helsingfors universitet. https://almanakka.helsinki.fi/sv/kalender-2025/. Läst 22 februari 2025.
2. ↑  ”Namnsdagsrevideringar - Universitetets almanacksbyrå”. almanakka.helsinki.fi. Helsingfors universitet. https://almanakka.helsinki.fi/sv/namnsdagar/namnsdagsrevideringar.html. Läst 3 oktober 2020.
3. ↑  Finlex – Lag om hushållsarbetstagares arbetsförhållande